# Credo (песня)
«Credo» — песня российской поп-певицы Zivert, выпущенная 20 сентября 2019 года в качестве четвёртого сингла из дебютного студийного альбома Vinyl #1.

## История
Дело не в том, что я за одиночество и феминизм. При всех наших бесконечных поисках любви, отношений и семьи самое главное — это встретиться с самим собой. Найти путь к себе. В этом и есть моё кредоZivert о критике видео «Credo»
Релиз официального видеоклипа на трек состоялся 14 февраля 2020 года на YouTube-канале Zivert, в День святого Валентина. В нём певица появляется. Режиссёром клипа выступил украинский режиссёр и клипмейкер Алан Бадоев, ранее сотрудничавший с ВИА Грой, Alekseev, Верой Брежневой и другими известными личностями.
На сайте Сова отметили, что «хореография ролика заслуживает отдельного внимания».
В апреле 2020 года Zivert исполнила «Credo» на онлайн-марафоне «Русского радио».

## Достижения и отзывы
Владислав Шеин из ТНТ Music сравнил «Credo» с предыдущим синглом Zivert «Beverly Hills», сказав, что «композиция „Credo“ кажется более традиционной и, возможно, не такой насыщенной». Он также отметил, что «прямолинейный танцевальный бит и фирменная вокальная подача Zivert делают своё дело».
Алексей Мажаев, рецензент интернет-издания InterMedia, заявил, что в песне исполнительница использует более простую лексику и заметил, что песня оставляет двойственное впечатление.
В январе 2020 года «Credo» заняла первую строчку в списке лучших песен с женским вокалом на радио 2019 года, составленном российским музыкальным порталом Tophit. В декабре того же года музыкальный сервис Apple Music составил рейтинг самых популярных композиций и артистов в России по итогам года, основанный на количестве прослушиваний. Песня «Credo» заняла пятую строчку в этом списке.

## Чарты
| Чарт (2019—2020)                  | Высшая позиция |
| --------------------------------- | -------------- |
| Россия (Европа Плюс)              | 1              |
| Мир (Европа Плюс)                 | 3              |
| Украина (Европа Плюс)             | 7              |
| Россия (Tophit)                   | 1              |
| Россия (Яндекс.Музыка)            | 1              |
| Москва (Tophit)                   | 2              |
| Киев (Tophit)                     | 9              |
| Россия (Deezer)                   | 6              |
| Россия (Zvooq.online)             | 3              |
| Россия (Apple Music)              | 2              |
| Россия (Shazam)                   | 7              |
| Мир (ВКонтакте)                   | 9              |
| Россия (Boom)                     | 18             |
| Россия (Русское радио)            | 1              |
| Россия (Одноклассники)            | 17             |
| Top Radio & YouTube Hits (Tophit) | 3              |
| Top YouTube Hits (Tophit)         | 34             |
| Top YouTube Hits (Tophit)         | 26             |
| Top Radio & YouTube Hits (Tophit) | 12             |

| Чарт (2019—2020)                  | Позиция |
| --------------------------------- | ------- |
| Россия (Tophit)                   | 1       |
| Top YouTube Hits (Tophit)         | 39      |
| Москва (Tophit)                   | 4       |
| Top Radio & YouTube Hits (Tophit) | 1       |
| Киев (Tophit)                     | 13      |
| Украина (Tophit)                  | 12      |
| Top YouTube Hits (Tophit)         | 18      |
| Top Radio & YouTube Hits (Tophit) | 12      |

| Чарт (2020)                       | Позиция |
| --------------------------------- | ------- |
| Россия (Tophit)                   | 13      |
| Top YouTube Hits (Tophit)         | 155     |
| Top Radio & YouTube Hits (Tophit) | 23      |
| Москва (Tophit)                   | 36      |
| Украина (Tophit)                  | 72      |
| Top YouTube Hits (Tophit)         | 124     |
| Top Radio & YouTube Hits (Tophit) | 65      |
| Киев (Tophit)                     | 118     |